# Gino Cappello
Gino Cappello (Pádua, 2 de junho de 1920 - 28 de março de 1990) foi um futebolista italiano que atuava como atacante.

## Carreira
Gino Cappello fez parte do elenco da Seleção Italiana de Futebol na Copa do Mundo de 1950, no Brasil e na Copa de 1954.